# لیون لاریو
لیون لاریو (انگلیسی: Léon Larive; ۲۸ ژوئن ۱۸۸۶ – ۲۰ ژوئیهٔ ۱۹۶۱) بازیگر اهل کشور فرانسه بود.

## قسمتی از فیلمشناسی
- مارسی‌یز
- مصائب ژاندارک
- نمره اخلاق صفر
- رقص کن کن فرانسوی
- قواعد بازی
- بچه‌های بهشت
- زیبایی های شب
- بدون گذاشتن نشانی
- النا و مردانش
- ناپلئون (۱۹۲۷)
- مادام بوواری (۱۹۳۴)
- قاتل در شماره ۲۱ زندگی می‌کند
- راسپوتین (۱۹۳۸)
- بازگشت به زندگی (۱۹۴۹)
- باکره (۱۹۵۳)
- کیکی